# Suszarka do butelek
Suszarka do butelek – ready-made autorstwa Marcela Duchampa z 1914 roku.

## Opis i historia
Począwszy od 1913 roku, francuski artysta Marcel Duchamp począł gromadzić w swojej paryskiej pracowni przy Rue Saint-Hippolyte przypadkowe, produkowano masowo przedmioty, którym przypisywał wartość estetyczną. Wtedy to umieścił odwrócone koło rowerowe na kuchennym stołku, by w wolnej chwili przyglądać się ruchowi obracających się szprych.
W 1914 roku Marcel Duchamp kupił w sklepie z artykułami gospodarstwa domowego na Bazar l'Hôtel de Ville suszarkę do butelek, by umieścić ją w rogu swojej pracowni jako gotową rzeźbę (ang. already made sculpture). Obiekt ten był stworzony jako stojak na puste butelki po winie, które można było zanieść do sklepu w celu ich ponownego napełnienia. Suszarka miała wymiary około 49,8x48,3 cm, wg współczesnej repliki z Philadelphia Museum of Art. Według własnych słów, Duchamp od czasu do czasu zapisywał na suszarce zdania pozbawione normalnego znaczenia.
W kolejnym roku, mieszkając już w Nowym Jorku, Duchamp nabył w sklepie z materiałami żelaznymi szuflę od ośnieżania śniegu. Zorientował się, że jeśli nada jej tytuł i podpisze własnym nazwiskiem, to uczyni z masowo produkowanego przedmiotu dzieło sztuki. Wtedy właśnie Marcel Duchamp ukuł ideę ready-made. Jednocześnie zorientował się, że do tej kategorii może wliczyć kilka wcześniejszych swoich prac, których początkowo nie traktował jako dzieła sztuki. W liście do siostry Suzanne poprosił, by przesłała mu z jego starej pracowni w Paryżu dwa obiekty. Były to Koło rowerowe i Suszarka do butelek. To właśnie w tym liście, w odniesieniu do suszarki Duchamp po raz pierwszy użył określenia ready-made. Polecił siostrze, by małymi literami, srebrną i białą farbą olejną napisać na jej podstawie i wewnątrz dolnej obręczy podpisać obiekt słowami (od) Marcela Duchampa, dzięki czemu na odległość przekształci ją w "Readymade". Przekształcenie te nie doszło do skutku. Suzanne, porządkując pracownię brata, już wcześniej wyrzuciła z niej tak Koło rowerowe jak i Suszarkę do butelek, traktując je jako bezużyteczne przedmioty.
Wśród historyków sztuki istnieją spory co należy uznać za pierwsze ready-made. Sam Duchamp po raz pierwszy uznał gotowy przedmiot za dzieło sztuki w 1915 roku, przy okazji zakupu szufli do odśnieżania, którą nazwał W przewidywaniu złamanej ręki. Zdaniem historyczki sztuki Kristiny Seekamp, nie oznacza to jednak, by nie uznał wartości artystycznej wcześniej kolekcjonowanych przez siebie przedmiotów. Pierwszymi dwoma obiektami tej kategorii było Koło rowerowe i Pharmacie - trzy kopie litografii, do których domalował po dwie kropki. W przypadku tych prac, Duchamp dokonał jednak minimalnej ingerencji w strukturę dzieła (przytwierdzając koło rowerowe do stołka oraz domalowując kropki na litografiach). Nie były one także całkiem neutralne estetycznie. Duchamp sam stwierdził, że wpatrywał się w ruch koła z fascynacją, z jaką ludzie wpatrują się w ogień. Suszarka do butelek była pierwszym ready-made, przy którym Duchamp nie dokonał żadnej interwencji, oraz które było całkowicie neutralne estetycznie.

## Znaczenie i repliki
W późniejszych latach, Duchamp zwykł nazywać swoją pracę Jeżem (fr. Hérisson). Opis katalogowy repliki Suszarki do butelek, wykonany w 1963 roku dla Norton Simon Museum (nr kat. P.1968.28) informuje, że obiekt swoim zwężającym się ku górze kształtem przypomina Wieżę Eiffle'a, a także że niewykluczone jest, iż niesie on ze sobą podteksty erotyczne, często przejawiające się w sztuce Duchampa z tego okresu. Na wyraźnie falliczną symbolikę dzieła wskazywali historycy sztuki, m.in. Arturo Schwarz i Arthur Siegel. Norton Simon Museum podkreśla, że Suszarka do butelek, tak jak inne ready-mades Duchampa zdezaktualizowały istniejące dotychczas definicje sztuki, uzależniające jej status od oryginalności i kunsztu artysty. Tym samym Duchamp otworzył drzwi dla nowych form sztuki, takich jak asamblaż, a w dalszej perspektywie sztuka konceptualna. 
Około 1921 r. Duchamp wykonał replikę Suszarki dla swojej siostry Suzanne, która została następnie włączona do Collection Jean-Jacques Lebel w Paryżu. Kolejny stojak został zakupiony w 1936 roku na potrzeby wystawy surrealistów w Galerie Charles Ratton w Paryżu. Ten obiekt zaginął. Oprócz wspomnianego wyżej Norton Simon Museum, repliki Suszarki do butelek posiadają też m.in. Philadelphia Museum of Art (1961, nr kat. 1998-4-23), Moderna Museet w Sztokholmie (1963), Galeria Schwarz w Mediolanie (1964) czy Art Institute of Chicago (1958-59, nr kat. 2017.422). Replika w tej ostatniej należała pierwotnie do artysty Roberta Rauschenberga i została na jego prośbę podpisana przez samego Duchampa słowami Impossible de me rappeler la phrase originale M.D./ Marcel Duchamp/1960 (pol. Nie jestem w stanie przypomnieć sobie oryginalnego zdania).